# Chapelle Notre-Dame de la Galline
La chapelle Notre-Dame-de-la-Galline est une chapelle située au lieudit la Nerthe, dans le 16e arrondissement de Marseille.

## Situation
Notre-Dame-de-la-Galline est située au hameau de la Nerthe, à l'extrême pointe nord-ouest de la commune de Marseille, sur un ancien chemin reliant la ville à l'étang de Berre à travers le chaînon montagneux de la Nerthe. On y accède par une route étroite et sinueuse depuis l'Estaque Riaux, La chapelle est entourée de quelques maisons, uniques vestiges de l'ancien village, dont la chapelle fut l'église paroissiale.
Il est à noter que sur un promontoire rocheux dominant la chapelle se trouvent les vestiges d'un ancien château fort, dit « château de l'Air », qui défendait autrefois le passage.

## Étymologie
Le nom galline est la francisation du provençal galino (galina en occitan standard), qui signifie poule. Ce nom a été attribué à la chapelle car, elle abrite une statue datant du quinzième siècle, de la vierge Marie qui porte l'enfant Jésus tenant à son bras une poule.

## Histoire
Selon la légende populaire, une chapelle aurait été construite en ce lieu aux premiers âges chrétiens par saint Lazare ou deux ermites du IVe siècle. L'édifice construit au Moyen Âge a été consacré comme église de la Nerthe le 3 mars 1042 par l'évêque Pons II de Marseille.

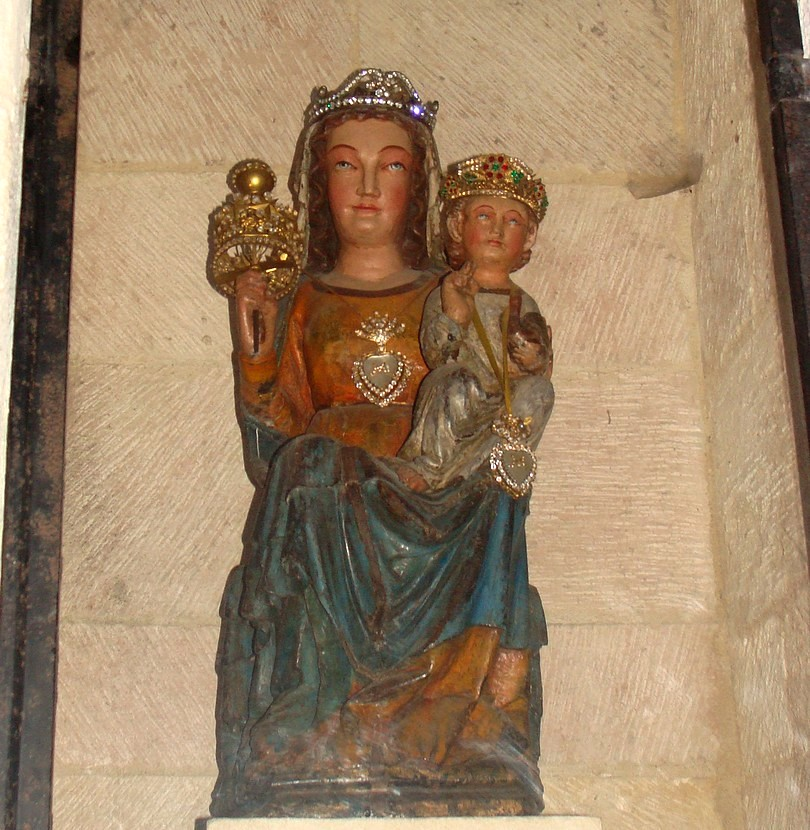
La Vierge et l'Enfant à la galline

En 1430, une statue de la Vierge à l'enfant y est placée dont l'enfant Jésus porte dans la main gauche une petite poule. La poule est symbole de protection. La poule abrite et rappelle ses poussins face au danger, en des lieux qui  justement étaient dangereux à l'époque, puisque la route du littoral n'existait pas et que la route de Saint-Louis au Rove passait par la Nerthe, avec à côté le Vallon qui portera plus tard le nom de l'Assassin. ND de Galline est invoquée principalement pour deux intentions :
- la Galline prévient, rassemble et protège ses poussins lors d'un danger
- la Galline donne la vie et l'entretient.

Les légendes attribuent à la double protection de la Galline et de saint Roch le fait qu'il n'y eut aucune victime lors de la peste de 1720, et ce, ni à la Nerthe, ni à l'Estaque, ni aux Riaux.
En 1439, l'église est rebaptisée « église de la Bienheureuse Vierge Marie de la Nerthe », elle devient un lieu de dévotion populaire.
De nombreux ex-votos y sont placés dans les siècles suivants. L'église est agrandie au XVIIIe siècle.
Après la Révolution, le village ayant quasiment disparu, l'église est rattachée à la paroisse de Séon-Saint-Henri, et devient une modeste chapelle, mais reste un lieu de pèlerinage. Après une relative reprise d'activité pour les travailleurs italiens du tunnel ferroviaire de la Nerthe au milieu du XIXe siècle, elle est définitivement rattachée à l'Estaque.
En 1866, l'artiste marseillais Paul Guigou a peint un tableau représentant la chapelle. Ce tableau se trouve actuellement au musée de Périgueux. Une borne placée devant la chapelle donne des précisions sur ce tableau.

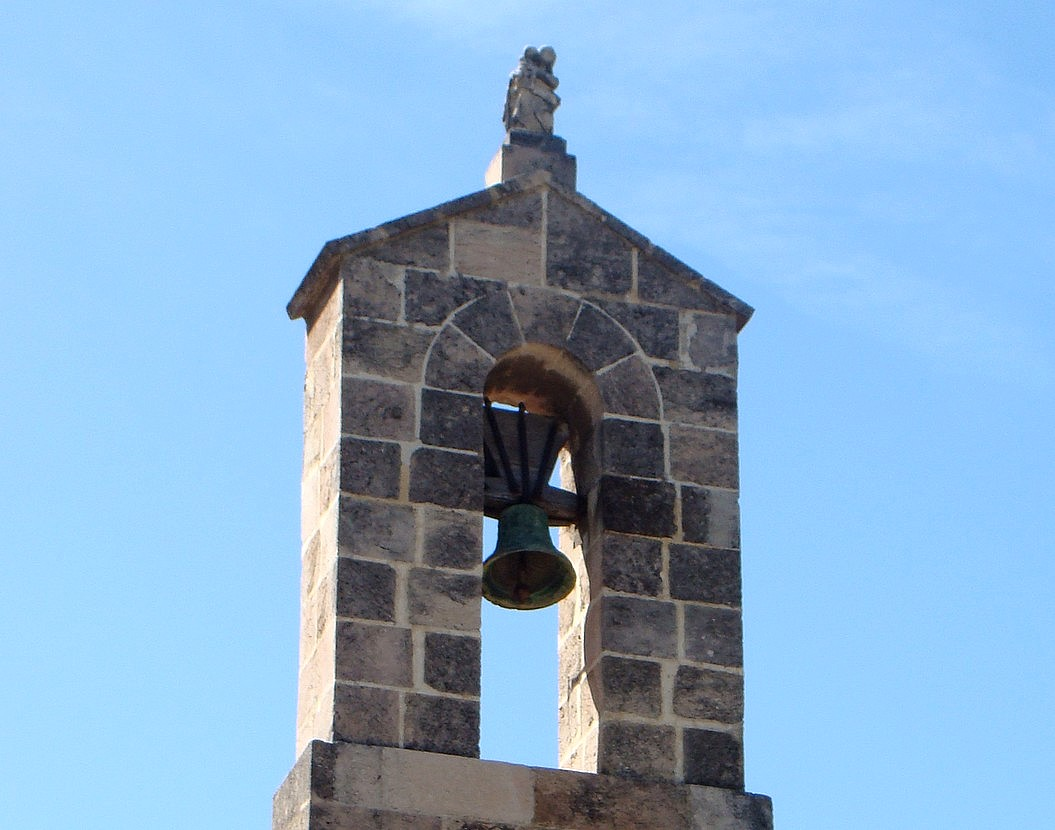
Clocheton

Le clocheton dominant l'édifice, surmonté d'une statue de la Vierge, a été ajouté en 1870. D'importantes restaurations ont été opérées dans la deuxième moitié du XXe siècle.

## Architecture et décoration

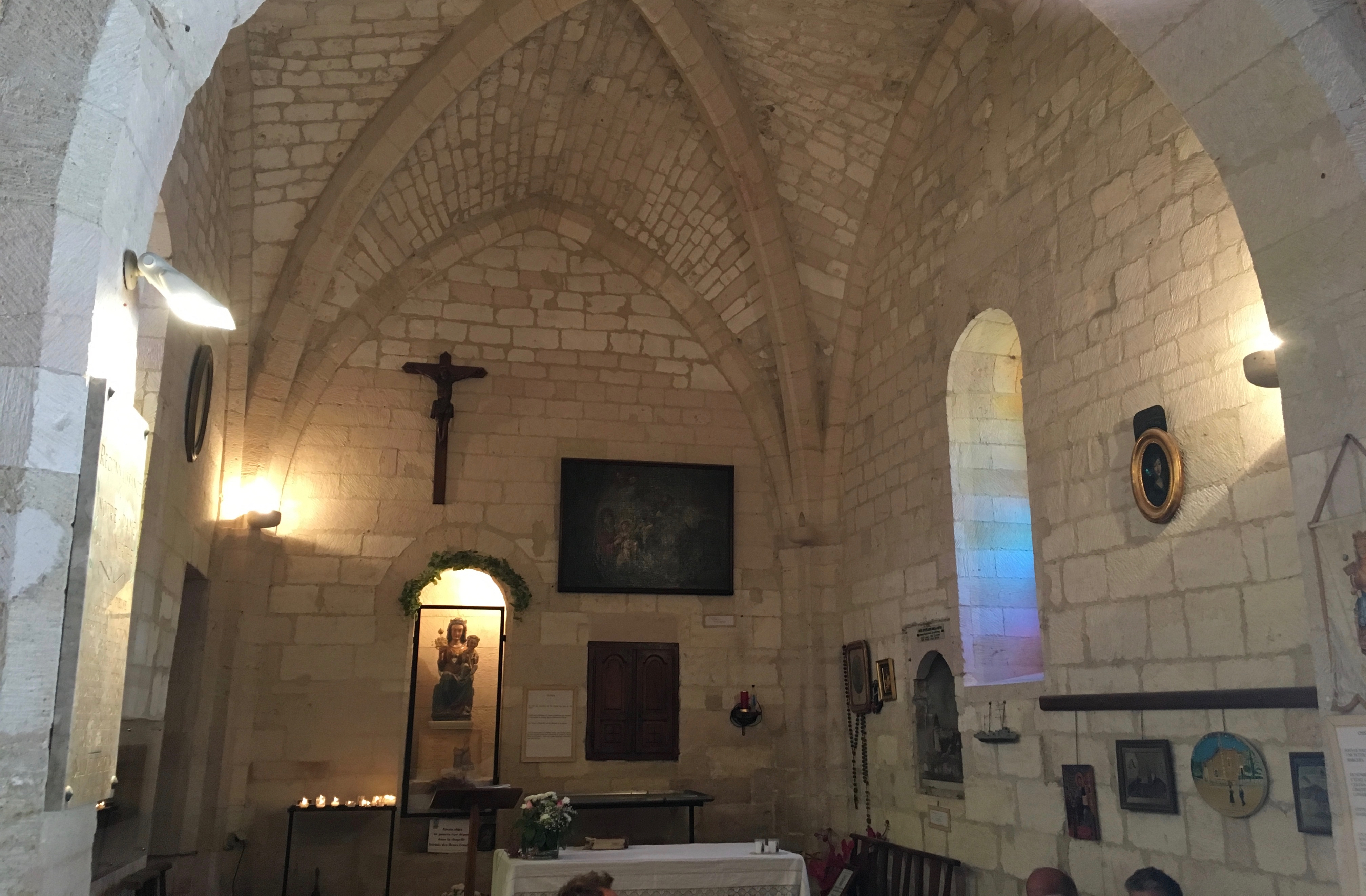
Vue intérieure de la chapelle

La chapelle comporte une simple nef rectangulaire, construite en blocs de pierres calcaires et portée par une croisée d'ogives sous un toit à double pente couvert en tuiles creuses. La nef est éclairée par deux baies situées de part et d'autre. L'accès se fait par une porte latérale couverte en arc en plein cintre donnant sur un vestibule surmonté d'un appentis en bois.

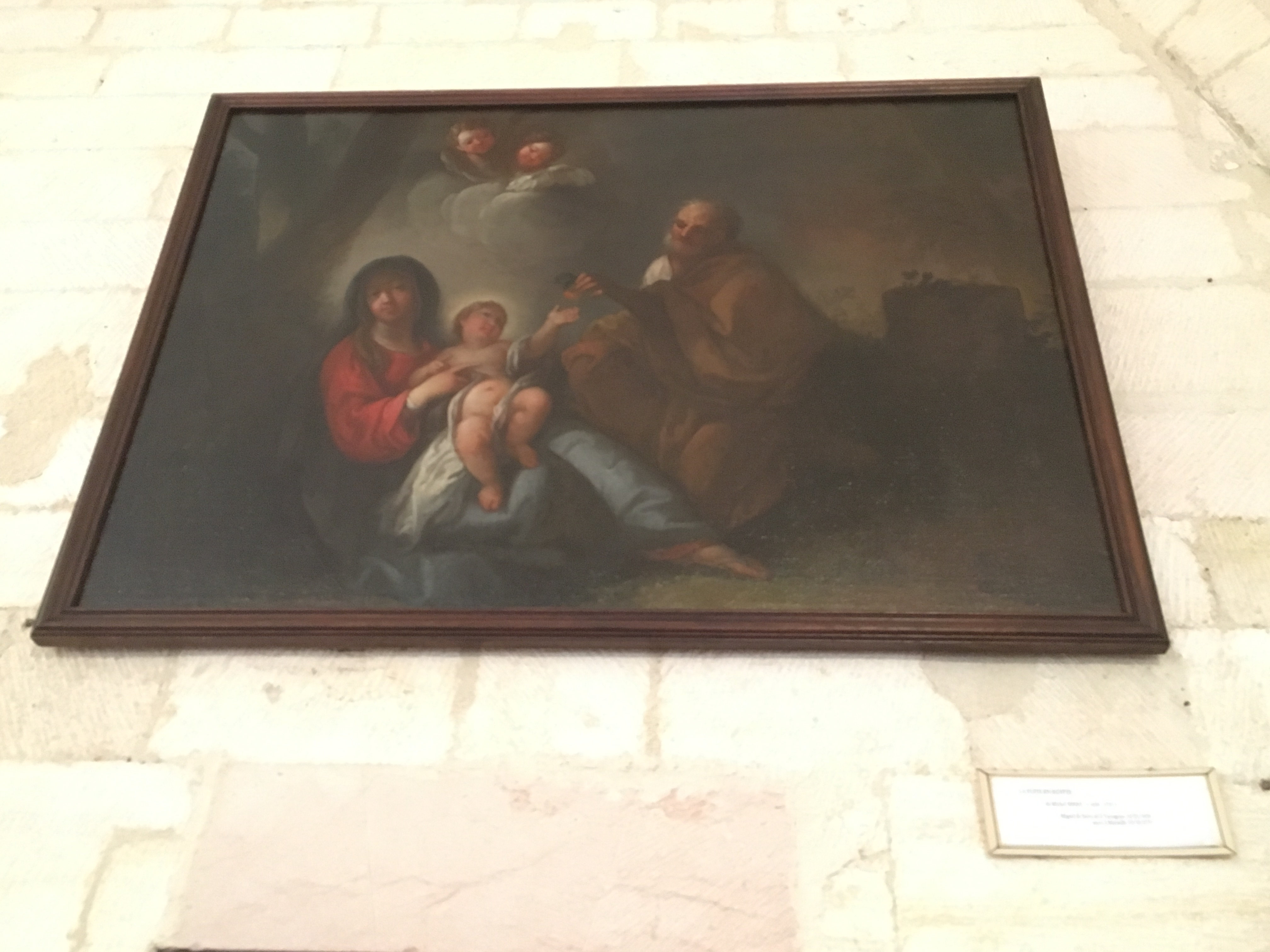

La décoration intérieure est composite. Le joyau en est la statue de style roman en bois coloré représentant la Vierge à l'Enfant, assise, avec l'enfant Jésus bénissant et tenant la galina sur son bras gauche. Les vitraux des deux baies, récents, représentent respectivement la Vierge à la galline et saint Roch. Plusieurs tableaux ornent les murs : larmes de saint Pierre, Fuite en Égypte, sainte Rita, et un certain nombre d'ex-voto conservés. Tout cet aménagement est répertorié à l'inventaire national du mobilier (base Palissy) du Ministère de la culture.

## Situation actuelle

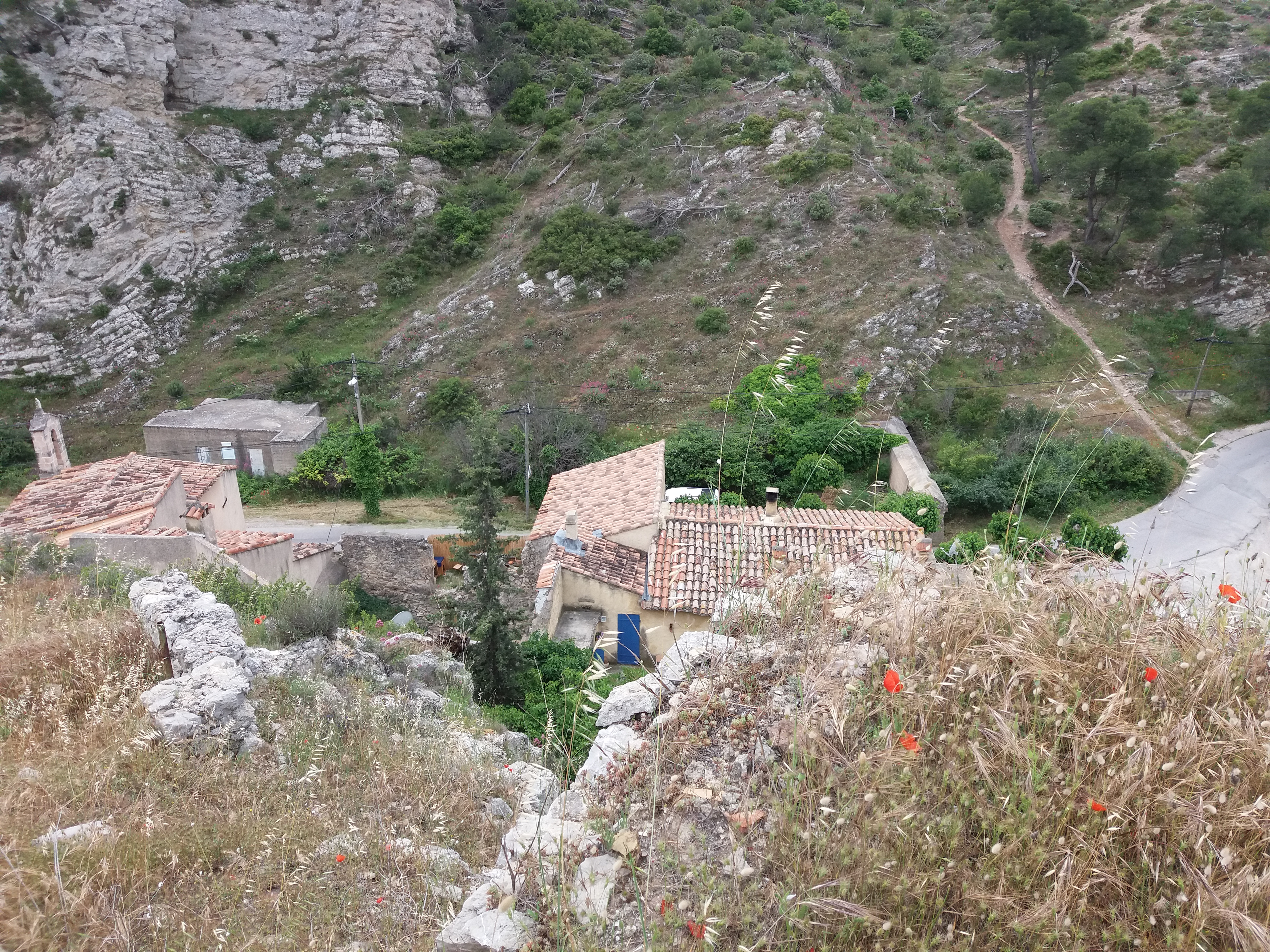
vue de dessus

La chapelle est ordinairement fermée, mais une messe y est célébrée chaque mois, et chaque 8 septembre la foule en pèlerinage y fête la Nativité de la Vierge.

### Visiter la chapelle

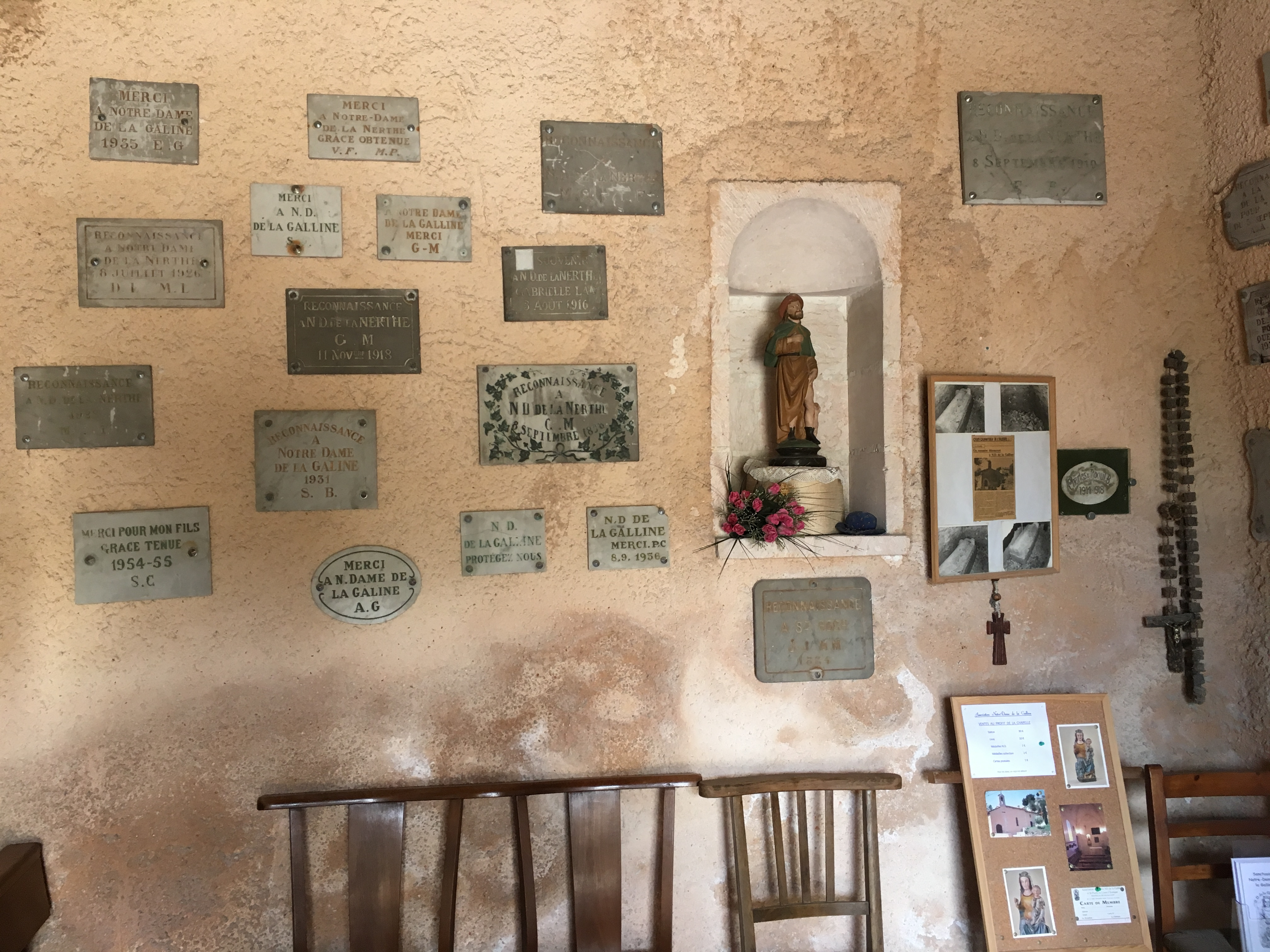
ex-votos

Durant le mois de mai, la chapelle est ouverte tous les dimanches de 14 h 00 à 17 h 00. Chaque 1er samedi  du mois, une messe y est célébrée à 10 h. Elle est précédée à 9 h 30 par le chapelet du Rosaire. Par ailleurs, le jour de la Nativité de la Vierge, le  8 septembre, toutes les années, une messe à 10 h suivie des offices quotidiens durant l'octave, est célébrée. Enfin, le dimanche suivant, un grand pèlerinage démarre à 9 h depuis l'église de l'Estaque, avec une montée en procession jusqu'au hameau de la Galline. S’ensuit une grand-messe sur le parvis de la chapelle à 11 h. Les festivités se poursuivent par pique-nique tiré du sac conclu par les vêpres à 15 h. En septembre des visites guidées permettent également de se réapproprier le patrimoine culturel et cultuel, lors des journées du patrimoine. L'Association Notre Dame de la Galline qui a pour vocation de restaurer et entretenir ce patrimoine, propose aussi des visites guidées qui peuvent être organisées pour des groupes, à la demande